# Палац Терещенків у Червоному
Палац Ґрохольських-Терещенків — палац в смт Червоне Бердичівського району Житомирської області збудований в неоготичному стилі на замовлення польського шляхтича Адольфа Норберта Еразма Грохольського (1797—1863), що володів селом.

## Історія
Спочатку це був симетричний триповерховий палац, в плані — витягнутий чотирикутник з восьмибічною вежею на головному фасаді та двома чотирибічними вежами, які прилягають до бічних фасадів. Дві «замкові» вежі (одна двоповерхова, друга — одноповерхова), розташовані по обидва боки палацу служили павільйонами. Неподалік в неоготичному ж стилі були споруджені господарчі будівлі та конюшня. Всередині палацу особливої уваги заслуговував вестибюль зі сходами, викладеними білим мармуром, а також — велика зала для балів з двома венеційськими кришталевими люстрами. Від колишнього інтер'єру не збереглося майже нічого.
Згідно з заповітом Адольфа Грохольського, який помер в 1863 році, Червоне мало дістатися його другій дружині, Ванді з Радзивілів Грохольській. Але вдова невдовзі після смерті чоловіка виїхала за кордон, а Червоне продала. Федір Артемович Терещенко трохи перебудував палац, а неподалік звів власне джерело прибутків — цукровий завод. Пізніше в ньому Терещенко Федір Федорович розташував авіамайстерню.
Палац був оточений великим парком, який межував із садами. Їхня загальна площа становила 58 га. В парку росли старі липи, дуби, каштани. Були тут два озера й альтанка на острівці. Перед палацом — декоративні газони. У власності Терещенків, палац знаходився до Жовтневого перевороту 1917 року.
Після перевороту в будівлі знаходився притулок для безпритульних дітей. Проте, являючись свободолюбними, діти розбіглися, а будинок підпалили. Пожежа 1928 року значно пошкодила будівлю й хоча згодом, зовнішній вигляд було відтворено, та інтер'єри було втрачено назавжди.
Десь до кінця XX століття тут містилося ПТУ. Після того як ПТУ переїхало до нової будівлі, палац швидко занепав і став руїною. Крадії винесли все, що можна винести, навіть позбивали кахель з підлоги.
Через кілька років після здобуття Україною незалежності колишній палац було передано жіночому монастирю Святого Різдва Христового УПЦ МП.
Станом на 2021 рік будівля перебуває у напівзруйнованому стані. Палац входить до реєстру культурної спадщини місцевого значення. За словами чиновників, якщо замок повернути у власність громади — можна буде домогтись того, щоб він став культурною спадщиною Національного рівня і був відреставрований. У палаці регулярно проводяться екскурсії.
В серпні 2023 року Господарський суд Житомирської області повернув у державну власність будинок-садибу Терещенків.

## Галерея
|       |  |       |  |            |  |            |
| Фасад |  | Фасад |  | Зі сторони |  | В середині |